# Херберт Ахтернбуш
Херберт Ахтернбуш (на немски: Herbert Achternbusch), с рождено име Херберт Шилд, (1938-2022) е германски белетрист, драматург, режисьор и художник.

## Биография
Херберт Ахтернбуш е роден в Мюнхен като извънбрачно дете на зъботехник и учителка по физкултура. Израства при баба си в Митрахинг край Дегендорф в Баварската планина.
След като полага матура, Херберт прави опити като художник и поет. Между 1960 и 1962 г. следва безсистемно в Педагогическия институт в Мюнхен, Академията за изобразително изкуство в Нюрнберг и три семестъра в Академията за изобразително изкуство в Мюнхен. Издържа се от случайна работа.
В средата 1960-те години Ахтернбуш по съвети на колеги и приятели като Ханс Ерих Носак, Гюнтер Айх и Мартин Валзер преминава от рисуване към писане. След 1964 г. излизат няколко негови сборника със стихотворения и гравюри. През 1969 г. с посредничеството на Мартин Валзер издателство „Зуркамп“ публикува първите разкази на Ахтернбуш, което поставя начало на цяла поредица публикации в различни издателства.
Първият роман на Ахтернбуш „Битката на Александър“ (Die Alexanderschlacht) (1971) се възприема като пробив на авангардизма в младата немска литература от 1970-те и 1980-те години. През 1977 г. Ахтернбуш утвърждава избраната от него самия роля на аутсайдер, като при присъждането му на наградата „Петрарка“ публично изгаря чека с паричната премия и протестирайки напуска тържеството.
Освен прозаични творби Ахтернбуш пише редовно за театъра и киното.
За шестдесетия рожден ден на писателя Мюнхен му оказва почести, като из целия град са окачени знамена с негови афоризми.

### Гравюри и поезия
- Sechs Radierungen, 1964
- Südtyroler, 1966
- Duschen, 1988
- Hinundherbert, 1996
- Guten Morgen, 1997
- Weiße Flecken, 1998
- Karpfn, 1999
- Von Andechs nach Athen, 2001
- Bier, 2005

### Проза
- Zigarettenverkäufer, 1969 (Enthält die Erzählungen Zigarettenverkäufer, Hülle, Rita)
- Das Kamel, 1969 (Enthält die Erzählungen Tibet, Indio, Afghanistan, 2. Mai 69)
- Die Macht des Löwengebrülls, 1970
- Die Alexanderschlacht, 1971
- L'etat c'est moi, 1972
- Der Tag wird kommen, 1973
- Die Stunde des Todes, 1975 (Enthält u. A. die Filmtexte zu Herz aus Glas und Das Andechser Gefühl)
- Land in Sicht, 1977
- Das Haus am Nil, 1981
- Revolten, 1982
- Wellen, 1983
- Wind, 1984
- Weg, 1985
- Breitenbach, 1986
- Das Ambacher Exil, 1987
- Die blaue Blume, 1987
- Es ist niemand da, 1992
- Dschingis Khans Rache, 1993
- Das Buch Arschi, 1994
- Hundstage, 1995
- Was ich denke, 1995
- Ich bin ein Schaf, 1996
- Der letzte Schliff, 1997
- Schlag 7 Uhr, 1998
- Die Reise zweier Mönche, 1999
- Ist es nicht schön zu sehen wie den Feind die Kraft verläßt, 2002

### Пиеси
- 1978: Ella
- 1979: Gust
- 1980: Kuschwarda City
- 1980: Susn
- 1981: Der Frosch
- 1981: Plattling
- 1982: Mein Herbert
- 1983: Sintflut
- 1983: An der Donau
- 1985: Weg
- 1988: Linz
- 1990: Auf verlorenem Posten
- 1993: Der Stiefel und sein Socken
- 1996: Meine Grabinschrift
- 1996: Letzter Gast
- 1998: Dulce est
- 1998: Tukulti
- 2000: Blöde Wolke
- 2000: Da im Kafenion
- 2000: Pallas Athene
- 2000: Die Vorgänger
- 2002: Daphne von Andechs
- 2003: Alkibiades am Ende
- 2004: Der Weltmeister
- 2005: Kopf und Herz
- 2007: Einklang
- 2008: Der gelbe Hahn der Nacht: Vier Theaterstücke
- 2017: Dogtown Munich

## Филмография
- 1970: Das Kind ist tot
- 1972: 6. Dezember 1971
- 1974: Das Andechser Gefühl
- 1976: Die Atlantikschwimmer
- 1976: Herz aus Glas (nur Drehbuch; Regie: Werner Herzog)
- 1977: Bierkampf
- 1978: Servus Bayern
- 1978: Der junge Mönch
- 1979: Der Komantsche
- 1981: Der Neger Erwin
- 1981: Das letzte Loch
- 1982: Der Depp
- 1982: Das Gespenst
- 1983: Der Platzanweiser
- 1983: Die Olympiasiegerin
- 1984: Wanderkrebs
- 1984: Rita Ritter
- 1985: Die Föhnforscher
- 1985: Blaue Blumen
- 1986: Heilt Hitler
- 1987: Punch Drunk
- 1988: Wohin?
- 1989: Mix Wix
- 1990: Hick's Last Stand
- 1991: Niemandsland
- 1991: I Know The Way To The Hofbrauhaus
- 1992: Ich bin da, ich bin da
- 1994: Ab nach Tibet!
- 1995: Hades
- 1997: Picasso in München
- 1998: Neue Freiheit – keine Jobs Schönes München: Stillstand
- 2002: Das Klatschen der einen Hand

## Награди и отличия
- 1975: Ludwig-Thoma-Medaille der Stadt München
- 1977: „Награда Петрарка“
- 1980: Nominierung für den Filmfestival Max Ophüls Preis für Der Neger Erwin
- 1981: Nominierung für den Goldenen Bären für Der Neger Erwin
- 1982: Spezialpreis des Filmfestivals von Locarno
- 1982: Bundesfilmpreis (Filmband in Silber) für Das letzte Loch
- 1983: Nominierung für den Goldenen Bären für Das Gespenst
- 1986: „Мюлхаймска награда за драматургия“ für Gust
- 1988: Nominierung für den Goldenen Bären für Wohin?
- 1989: „Награда Тукан“ на град Мюнхен
- 1990: Internationale Hofer Filmtage: Preis der Stadt Hof
- 1992: Filmpreis der Landeshauptstadt München
- 1994: „Мюлхаймска награда за драматургия“ für Der Stiefel und sein Socken
- 1994: Dramatikerpreis des Goethe-Instituts für Der Stiefel und sein Socken
- 1995: Nominierung für den Goldenen Bären für Hades
- 1996: Friedrich Wilhelm Murnau-Filmpreis der Stadt Bielefeld
- 1999: „Награда Ернст Хоферихтер“
- 2010: „Каселска литературна награда“ für grotesken Humor